# Liste der denkmalgeschützten Objekte in Werfenweng
Die Liste der denkmalgeschützten Objekte in Werfenweng enthält die 6 denkmalgeschützten, unbeweglichen Objekte der Gemeinde Werfenweng.

## Denkmäler
| Foto |                 | Denkmal                                                           | Standort                                      | Beschreibung | Metadaten |
| ---- | --------------- | ----------------------------------------------------------------- | --------------------------------------------- | --- | --- |
| ja   | Datei hochladen | Pfarrhof HERIS-ID: 28706 Objekt-ID: 25306                         | Weng 1 Standort KG: Werfenweng                | Der stattliche zweigeschoßige Pfarrhof mit Krüppelwalmdach steht westlich der Kirche und ist mit 1744 bezeichnet. | BDA-Hist.: Q37921454 Status: Bescheid Stand der BDA-Liste: 2025-06-30 Name: Pfarrhof GstNr.: .116                                               |
| ja   | Datei hochladen | Mesnerhaus HERIS-ID: 28707 Objekt-ID: 25307                       | Weng 2 Standort KG: Werfenweng                | Das mit 1790 bezeichnete Mesnerhaus ist ein Blockbau auf gemauertem Erdgeschoß. | BDA-Hist.: Q37921469 Status: Bescheid Stand der BDA-Liste: 2025-06-30 Name: Mesnerhaus GstNr.: .115                                             |
| ja   | Datei hochladen | Bildstock, sog. Ursprungskapelle HERIS-ID: 28709 Objekt-ID: 25309 | bei Weng 2 Standort KG: Werfenweng            | Pfeilerbildstock mit volkstümlichem Bild. Bezeichnet den Ursprung der Wenger Marienwallfahrt. | BDA-Hist.: Q37921500 Status: Bescheid Stand der BDA-Liste: 2025-06-30 Name: Bildstock, sog. Ursprungskapelle GstNr.: 774                        |
| ja   | Datei hochladen | Prozessionskapelle HERIS-ID: 28708 Objekt-ID: 25308               | Weng 46, in der Nähe Standort KG: Werfenweng  | Anmerkung: Station des Wenger Prangstangenumzugs | BDA-Hist.: Q37921484 Status: Bescheid Stand der BDA-Liste: 2025-06-30 Name: Prozessionskapelle GstNr.: 767/1                                    |
| ja   | Datei hochladen | Prozessionskapelle HERIS-ID: 32379 Objekt-ID: 29458               | Weng 219, in der Nähe Standort KG: Werfenweng | Anmerkung: Station des Wenger Prangstangenumzugs | BDA-Hist.: Q37947539 Status: Bescheid Stand der BDA-Liste: 2025-06-30 Name: Prozessionskapelle GstNr.: 765/1                                    |
| ja   | Datei hochladen | Kath. Pfarrkirche Mariae Geburt HERIS-ID: 28655 Objekt-ID: 25250  | Weng Standort KG: Werfenweng                  | 1509 geweihte gotische Kirche, 1565 neu gewölbt, der Turm ist 1627 bezeichnet. Spätgotisches Portal mit Tympanon in der Turmvorhalle. Spätbarocker Altar mit dem um 1510 geschnitzten Marien-Gnadenbild. Dieses war ab dem 16. Jahrhundert Ziel der wichtigen Wenger Wallfahrt. | BDA-Hist.: Q37921175 Status: Bescheid Stand der BDA-Liste: 2025-06-30 Name: Kath. Pfarrkirche Mariae Geburt GstNr.: .114 Pfarrkirche Werfenweng |